# Мелково
Мелково — деревня в Яшкинском районе Кемеровской области России. Входит в состав Пашковского сельского поселения.

## География
Деревня находится в северо-западной части Кемеровской области, в юго-восточной части Западно-Сибирской равнины, на берегах реки Сосновки, на расстоянии примерно 21 километра (по прямой) к северо-западу от посёлка городского типа Яшкино, административного центра района. 
Абсолютная высота — 154 метра над уровнем моря.

### Уличная сеть
Две улицы: ул. Первая и ул. Речная.

### Часовой пояс
Деревня Мелково, как и вся Кемеровская область, находится в часовой зоне МСК+4. Смещение применяемого времени относительно UTC составляет +7:00.

## История
В «Списке населенных мест Российской империи» 1868 года издания населённый пункт упомянут как заводская деревня Мелкова (Милкова) Томского округа (2-го участка) при речке Сосновке, расположенная в 68 верстах от губернского города Томска. В деревне имелось 23 двора и проживал 131 человек (67 мужчин и 64 женщины).
В 1911 году в деревне, входившей в состав Литвиновской волости Томского уезда, имелось 97 дворов и проживало 544 человека (264 мужчины и 278 женщин). Действовали две лавки.
По данным 1926 года имелось 130 хозяйств и проживало 578 человек (в основном — русские). Функционировала школа I ступени. В административном отношении являлась центром Мелковского сельсовета Тайгинского района Томского округа Сибирского края.

## Население
| 2010 |
| ---- |
| 61   |

### Гендерный состав
По данным Всероссийской переписи населения 2010 года в гендерной структуре населения мужчины составляли 49,2 %, женщины — соответственно 50,8 %.

### Национальный состав
Согласно результатам переписи 2002 года, в национальной структуре населения русские составляли 100 % из 92 чел.